# Justizvollzugsanstalt für Frauen Berlin
Die Justizvollzugsanstalt für Frauen Berlin (JVA für Frauen Berlin) ist das in Berlin zuständige Gefängnis für alle Formen der Inhaftierung von Frauen.

## Aufgabenbereich
Aufgrund einer bestehenden Vereinbarung mit dem Land Brandenburg werden auch Frauen aus diesem Bundesland in der JVA für Frauen Berlin inhaftiert.

## Standorte
Die JVA für Frauen Berlin verteilt sich auf vier Standorte in verschiedenen Berliner Bezirken: Die Haupt- und gleichzeitig Aufnahmeanstalt befindet sich in Berlin-Lichtenberg (Alfredstraße 11). Diese teilt sich den geschlossenen Vollzug mit der Teilanstalt in Berlin-Pankow (Arkonastraße 56). Die übrigen zwei Anstalten für den offenen Vollzug liegen in Berlin-Reinickendorf (Ollenhauerstraße 128) und Berlin-Neukölln (Neuwedeller Straße 4), wobei der Standort in Neukölln zusätzlich über eine Sozialtherapeutische Abteilung (SothA) verfügt.

## Geschichte der Inhaftierung von Frauen in Berlin
Mit der Entstehung erster Amtsgerichte in den späteren Berliner Bezirken wurden auch Haftanstalten gebaut. Die ersten nach Geschlechtern getrennten Gefängnisse wurden in den 1860er Jahren eröffnet.
Eines der berühmtesten Frauengefängnisse war das Frauengefängnis Barnimstraße in Berlin-Friedrichshain. Dieses wurde in den 1970er Jahren zugunsten einer komplexen Wohnbebauung abgerissen. 1881 wurde für die Inhaftierung von Frauen eine Station in der Männerhaftanstalt Berlin-Charlottenburg zur Verfügung gestellt, um die Haftbedingungen und den gestiegenen Bedarf an Haftplätzen zu decken. Daraus entstand das Frauengefängnis Kantstraße.
In Berlin-Lichtenberg wurde in der um 1890 errichteten Justizvollzugsanstalt Magdalenenstraße in den 1930er Jahren ein Frauengefängnis eingerichtet, welches über einen internen Zugang mit dem Amtsgericht Lichtenberg am Roedeliusplatz verbunden war. 1955 bis 1989 diente diese Anlage als Untersuchungshaftanstalt II des Ministeriums für Staatssicherheit für politische Gefangene, nachdem es 1945 bis 1955 in Verwendung des Sowjetischen Geheimdienstes gestanden hatte. Für die Staatssicherheit war die Lage dieser Haftanstalt besonders günstig, da sie direkt gegenüber der Zentrale des Ministeriums für Staatssicherheit lag. Der direkte Zugang von der Haftanstalt zum Amtsgericht Lichtenberg existiert heute nicht mehr, da dort seit der Wiedervereinigung 1990 keine Strafsachen, sondern ausschließlich Zivilverfahren bearbeitet werden.
Von 1949 bis 1985 erfolgte die Unterbringung weiblicher Gefangener auch in den Gebäuden der Heeresarrestanstalt in Berlin-Tiergarten. Nach dem Ausbruch von vier Terroristinnen im Juli 1976 aus der Anstalt in Berlin-Tiergarten wurde mit Mitteln des West-Berliner Landeshaushaltes ein den gestiegenen Sicherheitsanforderungen entsprechender Neubau einer Frauenhaftanstalt in Berlin-Charlottenburg geplant. Die Grundsteinlegung erfolgte bereits 1979, der Erstbezug der nun modernsten und sichersten Frauenhaftanstalt Europas begann im März 1985. Heute ist dieser Neubau Teil der Justizvollzugsanstalt Berlin-Plötzensee.
1976 wurde auch in Berlin-Lichterfelde ein Frauengefängnis in Betrieb genommen.
Mit der Wiedervereinigung Deutschlands 1990 erfolgte eine Bestandsaufnahme der Situation im Frauenvollzug Berlins, wobei eine zunehmende Dezentralisierung festgestellt wurde. Deshalb erfolgte anschließend schrittweise die Zusammenführung: Im Februar 1996 bezog die Sozialtherapie (Sotha) den neuen Standort in Berlin-Neukölln. 1998 wurde das rekonstruierte Gefängnis in der Alfredstraße in Berlin-Lichtenberg mit der größten Anzahl an Haftplätzen die Hauptanstalt. In Berlin-Reinickendorf konnte eine Nebenanstalt für den offenen Vollzug in Betrieb genommen werden. Als letzter Bereich wechselte im März 1998 die Untersuchungshaft und der Bereich für Kurzstraferinnen in die Nebenanstalt nach Berlin-Pankow.

## Belegungsfähigkeit der JVA für Frauen Berlin
Geschlossener Vollzug:
- Die Haupt- und Aufnahmeanstalt in Lichtenberg: 90 Haftplätze.
- Die Teilanstalt Pankow: 60 Haftplätze.

Offener Vollzug:
- Die Teilanstalt Reinickendorf: 95 Haftplätze.
- Die Teilanstalt Neukölln: 4 Haftplätze.

Die Sozialtherapeutische Abteilung für Frauen in Neukölln verfügt über 17 Haftplätze.